# (1371) Resi
Pour les articles homonymes, voir Resi.
(1371) Resi est un astéroïde de la ceinture principale extérieure découvert le 31 août 1935 par l'astronome allemand Karl Wilhelm Reinmuth. Le lieu de découverte est Heidelberg (024). Sa désignation provisoire était 1935 QJ.
Sa distance minimale d'intersection de l'orbite terrestre est de 1,869640 ua.